# L. W. Barker
L. W. Barker ist ein Jurist aus St. Vincent und die Grenadinen.
Barker war vom 20. August 1964 bis zum 2. September 1965 unter der Regierung der People’s Political Party kommissarischer Generalstaatsanwalt seines Landes. In dieser Funktion gehörte er dem House of Assembly an.